# Acervo comunitário
O acervo comunitário ou adquirido comunitário (adaptado do francês acquis communautaire) constitui a base comum de direitos e obrigações que vinculam todos os Estados-Membros a título da União Europeia.
Este incorpora:
- O teor, os princípios e os objectivos políticos dos Tratados.
- A legislação adoptada em aplicação dos Tratados e a jurisprudência do Tribunal de Justiça das Comunidades Europeias.
- As declarações e as resoluções adoptadas no quadro da União.
- Os actos adoptados no âmbito da Política Externa e de Segurança Comum.
- Os actos aprovados no quadro dos domínios da Justiça e Assuntos Internos.
- Os acordos internacionais concluídos pela Comunidade e os acordos concluídos entre os Estados-Membros nos domínios de actividade da União.

Assim sendo, além do Direito comunitário propriamente dito, o adquirido comunitário é constituído por todos os actos adoptados no âmbito do segundo e terceiro pilares da União Europeia, assim como por todos os objectivos fixados pelos Tratados. 
Antes de aderirem à União, os países candidatos devem aceitar este acervo comunitário e transpô-lo a nível das suas legislações nacionais. As derrogações são excepcionais e de âmbito limitado e esses países deverão passar a aplicá-lo a partir da sua adesão efectiva.